# Allan McGregor
Allan James McGregor (* 31. Januar 1982 in Edinburgh) ist ein schottischer Fußballspieler, der zuletzt bei den Glasgow Rangers unter Vertrag stand und auf der Position des Torwarts spielt.

## Vereinskarriere
Allan McGregor wurde im Sommer 1998 von den Glasgow Rangers als Torwart-Talent verpflichtet. 2001 erhielt er einen Profivertrag für die erste Mannschaft, wo er zunächst für drei Jahre Ersatzmann von Stefan Klos war. In den folgenden zwei Spielzeiten wurde McGregor an den FC St. Johnstone und an Dunfermline Athletic verliehen, wo er seine ersten Erfahrungen als Stammtorwart sammeln konnte. 2006 kehrte er zu den Rangers zurück und verlängerte seinen Vertrag, obwohl er kaum Aussichten auf einen Stammplatz hatte. Doch die anderen beiden Torhüter Lionel Letizi und Stefan Klos verletzten sich in der Saison 2006/07, sodass McGregor zu vielen Einsätzen kam, bei denen er stets zu überzeugen wusste. In dieser Zeit sammelte er auch erste internationale Erfahrung bei den UEFA-Pokal-Spielen gegen Molde FK, die beide ohne einen Gegentreffer für die Rangers endeten. Im September 2006 wurde er zum Spieler des Monats in der Scottish Premier League gewählt.
Nach der Rückkehr von Letizi saß McGregor zunächst wieder auf der Ersatzbank, doch die Fans forderten vehement ihn als ersten Torwart einzusetzen. Trotz dieser Forderungen hielt Paul Le Guen an Letizi fest, bis dieser sich erneut verletzte. Nach der Saison 2006/07 wurde McGregor von seinen Mannschaftskollegen zum Spieler des Jahres gewählt. In der folgenden Saison gewann der Torhüter mit den Rangers den nationalen Pokal sowie den Ligapokal und ein Jahr später nochmals das Double mit Meisterschaft und Pokal.
Im Januar 2017 wurde McGregor zu Cardiff City ausgeliehen.
Im Mai 2018 wechselte McGregor zu den Glasgow Rangers.

## Nationalmannschaft
Mit dem Amtsantritt von Alex McLeish als Nationaltrainer von Schottland, folgte auch die erste Nominierung McGregors im Januar 2007. Sein Debüt absolvierte er am 30. Mai 2007 beim Spiel gegen Österreich. Danach war McGregor stets der zweite Torwart hinter Craig Gordon. Nach der 3:0-Niederlage gegen die Niederlande am 28. März 2009 war der Torhüter zusammen mit seinem Mannschaftskollegen und Kapitän der Nationalmannschaft Barry Ferguson in ein Trinkgelage im Hotel verwickelt. Aufgrund dieser Eskapade wurden beide Spieler für das nächste Spiel gegen Island auf die Tribüne verbannt. Dort fielen sie durch obszöne Gesten vor der Partie jedoch weiterhin negativ auf. Am 4. April verkündete der schottische Fußballverband deshalb, dass McGregor und Ferguson nicht mehr für die Bravehearts auflaufen werden. Später wurde diese Entscheidung jedoch zurückgenommen.

## Erfolge
- UEFA-Europa-League-Finalist: 2022
- Schottischer Meister: 2009, 2010, 2011, 2021
- Schottischer Pokalsieger: 2002, 2003, 2009 und 2022
- Schottischer Ligapokalsieger: 2002, 2003, 2008, 2010 und 2011